# Világjárók (sorozat)
A Világjárók című ismeretterjesztő könyvsorozatot a Gondolat Könyvkiadó adta ki 1959–1990 között.

## Története
Közvetlen előzménye volt a Bibliotheca Kiadó azonos nevű könyvsorozata. A Bibliotheca 1959-ben egyesült a Gondolat Könyvkiadóval, ekkor a sorozat számozása újra indult. A könyvsorozat az 1956-os forradalom leverése utáni, némileg nyitottabb kultúrpolitikának is köszönhette megindulását, egyben hozzájárult az olvasó közönség figyelmének eltereléséhez a hazai gondokról. A sorozatban egyaránt jelentek meg hazai és külföldi szerzőktől származó népszerű, de tudományos alapokon álló útleírások.
Az egykorú alkotások mellett megjelentették az útleírások irodalmának régebbi, klasszikus darabjait is Világjárók – Klasszikus útleírások sorozatcímmel 1962–1974 között (14 db).
A két világháború között volt már egy Világjárók című könyvsorozat a Franklin Társulat kiadásában.

## A Bibliotheca kiadóVilágjárók-sorozata
- 6. Beryl Miles: Csillagokkal takaróztam (1957; Bibliotheca Kiadó)
- 5. Sir John Hunt: A Mount Everest meghódítása (1957)
- 7. Hans Hass: Vadászok a tenger mélyén (1957)
- 9. Hugo A. Bernatzik: Gari Gari: életem és kalandjaim a Felső-Nílus négerei között (1957; a 2. kiadást már a gondolat Kiadó jelentette meg 1961-ben, ugyanezzel a sorszámmal)
- 10. Szokoly Endre: Hét év Bolíviában (1958)
- 12. Claudie Fayein: Egy francia orvosnő Jemenben (1958; Bibliotheca Kiadó; a 2. kiadást már a Gondolat Kiadó jelentette meg, ugyanezzel a sorszámmal)

## A Gondolat könyvsorozatának kötetei
(A könyvkiadó által adott sorszámozással; helyenként előfordulnak különböző kötetek azonos sorszámmal)
- 1. Thor Heyerdahl: Tutajjal a Csendes-óceánon – A Kon-Tiki expedíció (3. kiadás, 1962)
- 2. V. K. Arszenyev: A Távol-Kelet őserdeiben (Művelt Nép 1956; Gondolat 1960)
- 3. Bernard Lelong – Jean-Luc Lancrey-Javal: Mágikus Kordillerák (Művelt Nép 1956; Gondolat 1965)
- 4. Hans Schomburgk: A vadon érverése (3. kiadás, 1961)
- 5. Sir John Hunt: A Mount Everest meghódítása (1963)
- 6. Beryl Miles: Csillagokkal takaróztam (1962)
- 7. Hans Hass: Vadászok a tenger mélyén (2. kiadás, 1965)
- 8. Széchenyi Zsigmond: Alaszkában vadásztam Vadásznapló 1935. augusztus-október
- 9. Hugo A. Bernatzik: Gari Gari Életem és kalandjaim a Felső-Nílus négerei között (2. kiadás, 1961)
- 10. Szokoly Endre: Hét év Bolíviában (második kiadás, 1963)
- 11. Benedek István: Csavargás az Alpokban (1958)
- 12. Claudie Fayein: Egy francia orvosnő Jemenben (1960)
- 13. Vincze Lajos: Napkelte a Jangce partján (1959)
- 14. Geraszim Uszpenszkij: Védett erdők sűrűjében (1959)
- 15. P. H. Fawcett: A Mato Grosso titka (1959, 1962)
- 16. Alain Bombard: Önkéntes hajótörött (1959, 1964)
- 17. I. D. Papanyin: Úszó jégtáblán (1961)
- 18. Molnár Gábor: Jaguárországban (1960, 1961, 1968)
- 19. Haroun Tazieff: Víz és tűz (1961)
- 20. Thor Heyerdahl: Aku-aku – A Húsvét-sziget titka (2. kiadás, 1963)
- 21. Róna-Tas András: Nomádok nyomában: etnográfus szemmel Mongóliában (1961)
- 22. Guy Piazzini: Akik túlélték a vízözönt (1961)
- 23. Ulrich Makosch: A mai Japán (1961)
- 24. Kende István: Jóreggelt, Afrika! (1961)
- 25. Csapó György: Az arany teknősbéka földjén: Vietnami útirajz (1961)
- 26. Jens Bjerre: Az utolsó kannibálok (1962)
- 27. H. A. W. Treffz: Sivatag és tenger között: Algériai útirajz (1962)
- 28. Hugo A. Bernatzik: Óceánia népei között (1962)
- 29. Maximilian Scheer: Utazás arab földön (1962)
- 30. Artur Heye: Három világrész csavargója (1963)
- 30. James Ramsey Ullman: A Himalája fia: Tenzing önéletrajza (1963)
- 31. Hans Schomburgk: Sátrak Afrikában Utazások, kutatások, kalandok – hat évtized folyamán (1963)
- 32. Boldizsár Iván: Rokonok és idegenek: franciaországi napló (1963, 1965)
- 33. Molnár Gábor: Pálmakunyhó az őserdőben (vadásznapló) (1963, 1966)
- 34. Ludwig Kohl-Larsen: Szimbót hallgatom: egy isszanszu-néger önvallomása (1964)
- 35. Jens Bjerre: Kalahári: Kőkori emberek az atomkorban (1964)
- 36-37. Koncsek László: Bibliai földeken (1966)
- 38. Csapó György: Európai pillanatok (1964)
- 39. Yves Gandon: Az éden nyomában (1964)
- 40. Jan Winkelhöfer – Vlasta Winkelhöfer: A százarcú Japán (1965)
- 41. Móricz Virág: Suomiban jártam (1965)
- 42. Knud Rasmussen: Thulei utazás Kutyaszánon az eszkimók földjén (1965)
- 43. Eva Gerlach: Háremből a nagyvilágba (1965)
- 44. L. M. Parízek: Zúg a Kongó (1965)
- 45. Artur Heye: A nyugat peremén: prémvadászokkal, halászokkal, aranyásókkal Alaszkában (1965)
- 46. Georges Blond: Egy francia házaspár Amerikában (1966)
- 47. Eric de Bisschop: A Tahiti-Nui első expedíciója Tahiti – Santiago de Chile (1956. november 6. – 1957. május 28.) (1966)
- 48. Boglár Lajos: Trópusi indiánok között Brazíliai útijegyzetek (1966)
- 49. Hegedűs Hubert: Dunán-tengeren (1966)
- 50. Ligeti Vilma: Siva árnyékában (1966)
- 51. G. A. Fedoszejev: Élet a tajgán (1966)
- 52. Timár György, G.: Egyiptomi verőfény (1966)
- 53. Bengt Danielsson: Bumeráng-expedíció (1967)
- 54. Harmat Endre: Hello, New York (1967)
- 55. Szőllősy Klára: Kiklász-kalandozások (1967)
- 56. Elődi Pál: Levelek Tennessee-ből (1967)
- 57. Kalmár György: A Niger partján (1967)
- 58. Ludwig Kohl-Larsen: Rénszarvasok nyomában: Vándorlás a lappokkal az Északi-Jeges-tenger partjaihoz (1967)
- 59. Gaston de Gerlache de Gomery: Újra az Antarktiszon Az 1957–1958. évi belga Déli-sarki expedíció története (1967)
- 60. Jan Myrdal: A kultúrák keresztútján Afganisztáni útirajz (1968)
- 61. Hans Leuenberger: A kolibri irányában… Mexikói útiképek (1968)
- 62. Ignácz Rózsa: Zebradob-hiradó (1968)
- 63. Harmath Endre: Portugál partokon (1968)
- 64. Udvary Gyöngyvér – Vincze Lajos: Az ismeretlen szomszéd (1968)
- 65. Francis Chichester: A magányos víz meg az ég (1968)
- 66. Ligeti Vilma: A Gangesz partján (1969)
- 67. Urbán Ernő: A Szahara szíve (1969)
- 68. Passuth László: Örök Hispánia (1969)
- 69. Gábori Miklós: Régészeti kalandozások (1969)
- 70. Leonard Clark: A folyók keletnek tartanak (1969)
- 71. Ernle Bradford: A megtalált Odüsszeusz (1969)
- 72.  Passuth László: Örök Hispánia (2. kiadás, 1972)
- 72. Francis Chichester: Gipsy Moth Vitorlással a világ körül (1970)
- 73. Jean-Albert Foex: Tízezer év az óceánok mélyén (1970)
- 74. Jean Villain: Franciaországi riportok (1970)
- 74. Ata Kandó: A Hold véréből (1970)
- 75. Nem jelent meg 75-ös sorszámozású könyv
- 76. Bernard Gorsky: Az utolsó sziget (1970)
- 77. Elspeth Huxley: E fényes Eldorádó a déli ég alatt: ausztráliai útinapló (1971)
- 78. Szőllősy Klára: A szivárvány velünk marad (1971)
- 79. Csapó György: Circolare: Olaszország – útközben (1971)
- 80. Dervla Murphy: Öszvérrel Etiópiában (1971)
- 81. Réti Ervin: Japán a Kakas évében (1971)
- 82. Thor Heyerdahl: A Ra expedíciók (1972)
- 83. Ignácz Rózsa: Argentína viharszünetben
- 84. Heinz Barüske: Grönland – a Föld legnagyobb szigete (1972)
- 85. Harmat Endre: Brazíliai barangolások (1972)
- 86. Graham Greene: Utazás térkép nélkül (1972)
- 87. Jean Villain: A Pireneusoktól a Fokföldig (1972)
- 88. Jens Bjerre: Vad Új-Guinea (1973)
- 89. G. Metyelszkij: Északra szállnak a hattyúk (1973)
- 90. E. Johann: Kanada – óceántól óceánig (1973)
- 91. John Steinbeck: Csatangolások Charleyval: Amerika nyomában (1973)
- 92. William Somerset Maugham: Egy távoli gyarmaton (1973)
- 93. Kalmár György: A felrobbant ország Pakisztán-Bengália (1974)
- 94. Alina Centkiewicz – Czeslaw Centkiewicz: A könyörtelen Északi-sark (1973)
- 95. Ignácz Rózsa – Vámos Magda: Tűzistennő Hawaiiban egykor és most (1974)
- 96. Konsztantyin Georgijevics Pausztovszkij: Messzi-bolyongás (1974)
- 97. Dougal Robertson: Hajótörött család a vad tengeren (1975)
- 98. Baracs Dénes: A fal mögött: Kína (1975, 2. kiadás 1976)
- 99. Balázs Dénes: Tájfun Manila felett (1975)
- 100. Fehér Klára: Vakáció Magyarországon (1976)
- 101. Ewa Wolak: Varázslatos Szamoa (1975)
- 102. Ernest Hemingway: Karácsony a világ tetején (1975)
- 103. A. M. Guszev: Az Elbrusztól az Antarktiszig (1975)
- 104. Nagy Kázmér: Az én Ausztráliám (1976)
- 105. Csapó György: Utak, terek, emberek (1976)
- 106. V. K. Arszenyev: Derszu Uzala: a Távol-Kelet őserdeiben (1976)
- 107. Duncan Pryde: Most már eszkimó vagy! (1976)
- 108. John Hillaby: Gyalogszerrel Európában (1976)
- 109. Thor Heyerdahl: Fatu Hiva (1976)
- 110. Moldoványi Ákos: Ország, város, híres ember (1977)
- 111. E. T. Krenkel: Hívójelem: RAEM (1977)
- 112. Maurice Bailey – Maralyn Bailey: 117 nap a hullámok hátán (1977)
- 113. Sugár András: A távolságot, mint üveggolyót… (1977)
- 114. Ligeti Vilma: Indiai arcképek (1977)
- 115. Bogdan Szczygiel: A titokzatos Niger (1977)
- 116. Jurij Kazakov: Északi napló (1977)
- 117. Louise Hillary: A felhők felett (1978)
- 118. Alina Centkiewicz – Czeslaw Centkiewicz: A Sarkcsillag nem vezérelte őket (1978)
- 119. Thor Heyerdahl: A RA expedíciók (1978)
- 120. Balázs Dénes: A Zambézitől délre (1979)
- 121. Sebők Éva: Lengyel teakeverék (1978)
- 122. Bedő István: Kalóz a Dunán (1978)
- 123. Arne Falk-Ronne: A déli tenger hét hulláma (1978)
- 124. Nagy Károly: Hej, Balkán! (1979)
- 125. Inotainé Bonifert Mária: Az aranyrög tetején üldögélő koldus (1979)
- 126. Rosie Swale: A Hoorn-fok gyermekei (1979)
- 127. Romuald Karas: Az Éden felderítése (1979)
- 128. Woynárovich Elekné: Nepál – Az Élő Istennő országa (1979)
- 129. Hegedűs Hubert: Hajók – vizek – tengerészek (1979)
- 130. John Hillaby: Gyalogszerrel Nagy-Britanniában (1980)
- 131. Halász Zoltán: Keresztül-kasul Kanadán (1979)
- 132. Ignácz Rózsa: Utazások emlékkönyve (1980)
- 133. Kálmán Zsófia: Levélcímünk: Chicago 60615… (1980)
- 134. Poczik Miklós: Sebész voltam Etiópiában (1980)
- 135. Jacques-Yves Cousteau – Philippe Diolé: Vízi barátaink (1980)
- 136. Peter Baumann, Erwin Patzelt: Emberek az esőerdőben: az auka-expedíció (1980)
- 137. Balázs Dénes: Vándorúton Panamától Mexikóig (1981)
- 138. Janusz Wolniewicz: Az Ucayali delfinjei (1981)
- 139. Székely Tibor: Éjfélkor dőlnek a pálmák (1981)
- 140. Irwin Shaw – Ronald Searle: Párizs! Párizs! (1981)
- 141. Tim Severin: A Brendan-expedíció (1981)
- 142. Jean Bourgeois – Danielle Bourgeois: Nomádok közt Afganisztánban (1981)
- 143. Thor Heyerdahl: Tigris (1982)
- 144. Udvary Gyöngyvér – Vincze Lajos: Emberek a grániton (1981)
- 145. Széchenyi Zsigmond: Alaszkában vadásztam Vadásznapló 1935. augusztus-október (1982)
- 146. Umberto Nobile: A pólus, életem kalandja (1982)
- 147. Haynal Kornél: A sztyepptől a tundráig Bolyongások, találkozások (1982)
- 148. Lennart Meri: Az északi fény kapujában (1982)
- 149. Edmund Hillary: Kockázat nélkül nincs győzelem (1982)
- 150. Polonyi Péter: Diák voltam Pekingben (1982)
- 151. Jacques-Yves Cousteau – Philippe Diolé: Kincskeresés a tenger mélyén (1983)
- 152. Jurij Szenkevics: Papiruszhajóval az Atlanti-óceánon át (1983)
- 153. Bernáth Zsigmond: Hogy él, Jensen úr? (1983)
- 154. Balázs Dénes: Bozóttaxival Madagaszkáron (1983)
- 155. Arne Falk-Ronne: Barátaim, a kannibálok (1983)
- 156. Baracs Dénes: Párizsból nem jelentettem (1983)
- 157. Herbert Tichy: Tau-tau: a Sulu-tenger istenei és nomád törzsei közt (1984)
- 158. Járainé Komlódi Magda: Kukoricaisten gyermekei (1984)
- 159. Ronald Millar: Tonhalászok közt Bretagne partjain (1984)
- 160. André Cognat: Antekume, avagy egy másik élet (1984)
- 161. Reinhold Messner: A cél: a Mount Everest (1984) (tévesen 155-ös szerepel a könyvben, de ez a 161-es rész)
- 162. Szergej Kulik: Afrikai szafárik (1984)
- 163. Baracs Dénes: Tanuld meg újra Kínát! (1984)
- 164. Georges Blond: Az Atlanti-óceán nagy kalandjai (1985)
- 165. Lucjan Wolanowski: Posta Soha-soha földre: Ausztrália közelről (átdolgozta Sebők Éva) (1985)
- 166. Gyárfás Endre: Görög tüzek (1985)
- 167. Nagy Károly: A kilencedik újjászületés (1985)
- 168. Louise Jilek-Aall: Hívd Mamadoktort! (1985)
- 169. Helmut Uhlig: Bali, az élő istenek szigete (1985)
- 170. Kálmán Zsófia: Kanadában zöldebb a fű… (1986)
- 171. Rádai Ödön: Háromfejű elefánt napernyővel – A megifjodó ősi Laosz (1986)
- 172. John Hillaby: Gyalogszerrel a Rudolf-tóhoz (1986)
- 173. Jaromír Štětina: Matylda az Induson (1986)
- 174. Sugár András: Gép indul! (1986)
- 175. Lawrence Durrell: Szicíliai körhinta (1986)
- 176. Koczogh Ákos: Otthon, Finnországban (1987)
- 177. Arne Falk-Ronne: Dr. Csörgőkígyó (1987)
- 178. Balázs Dénes: Amazónia: Egy geográfus utazása a folyók királyán – a torkolattól a forrásig (1987)
- 179. Haynal Kornél: Az arany hegyek útjain Szipir – Szibir – Szibéria (1987)
- 180. Paul Theroux: A vén patagóniai expressz (1987)
- 181. Kabdebó Tamás: Írország két arca (1987)
- 182. Tadeusz Piotrowski: Viharban, fagyban (1988)
- 183. Augustinné Bíró Zsófia – Dr. Augustin Béla – Oroszné Veress Olívia: Magyar orvosok Nigériában (1988)
- 184. Gavin Young: Lassú hajókon Pireusztól Kantonig (1988)
- 185. Nem jelent meg könyv 185-ös számozással
- 186. Kubassek János: A Veddák földjén (1989)

### Sorszám nélkül
- Móga János: Vándorúton Indiában (1989)
- G. Tóth László: Négy hónap az óceánon: [egy magyar kutató biológus beszámolója ...] (1989)
- Michael Asher A negyvennapos út (1989)
- Heltai András: Például Ausztria ...: [pillantások a szomszédba ...] (1990)
- Sting–Jean-Pierre Dutilleux: Sting Amazóniában (1990)

### Ábécérendben
- Balázs Dénes: A Zambézitől délre Egy földrajzkutató utazásai Afrika déli országaiban
- Bernard Gorsky: Az utolsó sziget
- Bernáth Zsigmond: Hogy él, Jensen úr?
- Bogdan Szczygieł: A titokzatos Niger
- Boglár Lajos: Trópusi indiánok között Brazíliai útijegyzetek
- Edmund Hillary: Kockázat nélkül nincs győzelem
- Ewa Wolak: Varázslatos Szamoa
- G. Timár György – Tedeschi Mária: Egyiptomi verőfény
- Gábori Miklós: Régészeti kalandozások
- Gaston de Gerlache de Gomery: Újra az Antarktiszon Az 1957–1958. évi belga Déli-sarki expedíció története
- Gavin Young: Lassú hajókon Pireusztól Kantonig
- Geraszim Uszpenszkij: Védett erdők sűrűjében
- Graham Greene: Utazás térkép nélkül
- Grigorij Fedoszejev: Élet a tajgán
- H. A. W. Treffz: Sivatag és tenger között Algériai útirajz
- Hans Hass: Vadászok a tenger mélyén
- Hans Schomburgk: A vadon érverése
- Haroun Tazieff: Víz és tűz
- D. Papanyin: Úszó jégtáblán
- Ignácz Rózsa – Vámos Magda: Tűzistennő Hawaiiban egykor és most
- Ignácz Rózsa: Zebradob-híradó Kelet-afrikai útinapló
- Jacques-Yves Cousteau – Philippe Diolé: Vízi barátaink
- Jan Winkelhöfer – Vlasta Winkelhöfer: A százarcú Japán
- Janusz Wolniewicz: Az Ucayali delfinjei
- Járainé Komlódi Magda: Kukoricaisten gyermekei
- Jean-Albert Foex: Tízezer év az óceánok mélyén
- Jens Bjerre: Az utolsó kannibálok
- Jens Bjerre: Vad Új-Guinea
- Jurij Kazakov: Északi napló
- Kalmár György: A Niger partján
- Kende István: Jó reggelt, Afrika!
- Kende István: Jó reggelt, Afrika! Guineai útirajz
- Knud Rasmussen: Thulei utazás Kutyaszánon az eszkimók földjén
- Kubassek János: A veddák földjén – Sri Lanka szigetén
- L. M. Parízek: Zúg a Kongó
- Lennart Meri: Az északi fény kapujában
- Ligeti Vilma: A Gangesz partján
- Maurice Bailey – Maralyn Bailey: 117 nap a hullámok hátán
- Maximilian Scheer: Utazás arab földön
- Miloslav Stingl: Keresztül-kasul Mikronézián
- Paul Theroux: A vén patagóniai expressz
- Peter Baumann – Erwin Patzelt: Emberek az esőerdőben
- Reinhold Messner: A cél: a Mount-Everest
- Ronald Millar: Tonhalászok közt Bretagne partjain
- Szőllősy Klára: Kiklász-kalandozások
- Tadeusz Piotrowski: Viharban, fagyban
- Thor Heyerdahl: Tutajjal a Csendes-óceánon – A Kon-Tiki expedíció
- Ulrich Makosch: A mai Japán Útijegyzetek Tokiótól Hirosimáig

## Világjárók – Klasszikus útleírások
- 1. James Cook: Utazások a világ körül. Első utazás; vál. Lutter Tibor, franciából ford. Vajda Endre, bev. Bodrogi Tibor; 1962
- 2. Mikluho-Makláj: Pápuák között; vál., ford. Bárány György, Detre Józsefné, utószó Bodrogi Tibor; 1962
- 3. Marco Polo utazásai; ford., bev., jegyz. Vajda Endre; 1963
- 4. Mark Twain: Utazás az Egyenlítő körül; ford. Benedek Marcell, bev., jegyz. Lutter Tibor; 1963
- 5. Ibn Battuta zarándokútja és vándorlásai; vál. Boga István, ford. Boga István, Prileszky Csilla, bev., jegyz. Germanus Gyula; 1964
- 6. Garcilaso de la Vega: Inkák és konkisztádorok; vál., ford., bev., jegyz. Szokoly Endre; 1964
- 7. Alfred Brehm: Az Egyenlítőtől az Északi-fokig; vál., ford. S. Zala Zsuzsa; 1965
- 8. Vámbéry Ármin: Dervisruhában Közép-Ázsián át; bev., jegyz. Kakuk Zsuzsa; 1966
- 9. Alexander von Humboldt: Az Orinoco vadonában; vál., ford., bev., jegyz. függelék Vécsey Zoltán; 1967
- 10. Az Újvilág hajósai. Kolumbus, Vespucci, Magellán; ford. Lontay László, Salánki József, Tassy Ferenc, bev., jegyz. Tassy Ferenc; 1968
- 11. Adam Olearius viszontagságos útja az orosz földön át Perzsiába; ford. Balassa Klára, bev., jegyz. Engel Pál; 1969
- 12. Fridtjof Nansen: Éjben és jégben; vál., ford. bev., jegyz. Vécsey Zoltán; 1970
- 13. R. F. Scott: A Déli-sarkvidéken; vál., ford. Vajda Endre, jegyz. Vécsey Zoltán; 1971
- 14. S. W. Baker: A Nílus rejtélye; vál., ford., bev., jegyz. Vécsey Zoltán; 1974